# Lordotus luteolus
Lordotus luteolus är en tvåvingeart som beskrevs av Hall 1954. Lordotus luteolus ingår i släktet Lordotus och familjen svävflugor. Inga underarter finns listade i Catalogue of Life.